# Festival de la fiction TV de La Rochelle 2019
La 21e édition du Festival de la fiction TV a lieu du 11 au 15 septembre 2019 à La Rochelle.

## Jury
Le jury 2019 est composé de :
- Valérie Karsenti (présidente), comédienne
- Alex Beaupain, compositeur
- Isabelle Czajka, réalisatrice
- Sydney Gallonde, producteur
- Marie Roussin, scénariste
- François Tron, directeur général fiction de la RTBF
- Élodie Frenck, comédienne

## Compétition française
Les œuvres françaises en compétition :

### Téléfilms
- Classe unique (France 3) de Gabriel Aghion
- Connexion intime (France 2) de Renaud Bertrand
- Itinéraire d'une maman braqueuse (TF1) d'Alexandre Castagnetti
- La Part du soupçon (TF1) de Christophe Lamotte
- Si tu vois ma mère (Arte) de Nathanaël Guedj
- Temps de chien ! (Arte) d'Édouard Deluc
- Un homme abîmé (France 2 et TV5Monde) de Philippe Triboit

### Séries 52/90 min
- Prise au piège (M6), réalisée par Karim Ouaret
- Une belle histoire (France 2), réalisé par Nadège Loiseau
- Trauma (13e rue), réalisé par Fred Grivois
- L'Agent immobilier (Arte) de Etgar Keret et Shira Geffen
- L'Art du crime (France 2), épisode Un fantôme à l'Opéra réalisé par Elsa Bennett et Hippolyte Dard
- Faites des gosses (France 2), réalisé par Philippe Lefebvre
- Pour Sarah (TF1), réalisé par Frédéric Berthe

### Séries 26 min
- Mental (France.tv Slash) réalisé par Slimane-Baptiste Berhoun
- Stalk (France.tv Slash) réalisé par Simon Bouisson
- Les Grands (OCS) réalisé par Vianney Lebasque
- Irresponsable (OCS) réalisé par Stephen Cafiero

### Programmes courts
- Commissariat central (W9) réalisé par Varante Soudjian et Nath Dumont
- Merci réalisé par Vincent Toujas, Ugo Savouillan, Yvan Delatour, Thomas Pantalacci
- Parents mode d'emploi (France 3) réalisé par Sylvain Fusée, Amir Shadzi

### Fictions Web et digitales
- T.A.C. de Nicolas Capus
- Vertige de Maxime Potherat
- La Règle de trois de Sébastien Gagné
- Lost in Traplanta de Mathieu Rochet
- Polichinelles d'Armand Robin

### Fictions européennes
Les œuvres européennes en compétition :
- Amsterdam Vice (Pays-Bas), série réalisée par Arne Toonen et Lourens Blok
- Arde Madrid (Espagne), série réalisé par Paco León et Anna R. Costa
- Beze stopy (Without a Trace) (Tchéquie), série réalisée par Vít Karas
- La compagnia del Cigno (it) (Italie), série réalisés par Ivan Cotroneo
- Hidden – Förstfödd (sv) (Suède), série réalisée par Jonathan Sjöberg, David Berron et Daniel Di Grado
- I am Hannah (Royaume-Uni), série réalisée par Dominic Savage
- Invisible Heroes (Finlande), série réalisée par Mika Kurvinen et Alicia Scherson
- The Left Behind (Royaume-Uni), téléfilm réalisé par Joseph Bullman
- Over water (nl) (Belgique), série réalisée par Norman Bates
- Señoras del (h)AMPA (es) (Espagne), série réalisée par Carlos del Hoyo et Abril Zamora
- Sygeplejeskolen (da) (Danemark), série réalisée par Roni Ezra
- Weil du mir gehörst (de) (Allemagne), téléfilm réalisé par Alexander Dierbach

### Fictions francophones étrangères
Les œuvres francophones étrangères en compétition :
- Les Coups de la vie (A+), série réalisée par Franck Vlehi
- La Faille (Club Illico, Canada), série réalisée par Patrice Sauvé
- Helvetica (RTS, Suisse), série réalisée par Romain Graf
- La Malédiction de Jonathan Plourde (Bell Média/Super Écran et Vrak, Canada), série réalisée par Martin Cadotte
- Le Monstre (ICI tou.tv / ICI Radio-Canada, Canada), série réalisée  par Patrice Sauvé

## Hors compétition
Les œuvres présentées hors compétition :
- Un homme ordinaire (M6), mini-série réalisée par Pierre Aknine
- Mytho (Arte), série réalisée par Fabrice Gobert
- Le Bazar de la Charité (TF1, Netflix), mini-série réalisée par Alexandre Laurent
- Laëtitia (France Télévisions, RTBF, TV5Monde), mini-série réalisée par Jean-Xavier de Lestrade
- Les Sauvages (Canal +), série de Rebecca Zlotowski

## Palmarès
Le jury a décerné les prix suivants : 
- Meilleur téléfilm : Temps de chien !
- Meilleure mini série de 52/90 minutes : Une belle histoire
- Meilleure série de 26 minutes : Mental
- Meilleure série Web et digitale : Lost in Traplanta
- Meilleure fiction européenne : Arde Madrid
- Prix spécial du jury pour la fiction européenne : Invisible Heroes
- Meilleure fiction francophone étrangère : Helvetica
- Meilleure réalisation : Simon Bouisson pour Stalk
- Meilleur scénario : Etgar Keret et Shira Geffen pour L'Agent immobilier
- Meilleur programme court : Merci
- Meilleure musique : Audrey Ismael et Bastien Burger pour Les Grands
- Meilleure interprétation féminine : Luna Carpiaux pour Connexion intime et Cécile Rebboah pour Itinéraire d'une maman braqueuse
- Meilleure interprétation masculine : Yannick Choirat pour Un homme abîmé
- Prix jeune espoir féminin Adami : Tiphaine Daviot pour Une belle histoire
- Prix jeune espoir masculin Adami : Théo Fernandez pour Stalk
- Prix des collégiens de Charente-Maritime : Les Grands
- Prix Nouvelle-Aquitaine des lecteurs de Sud Ouest : Si tu vois ma mère
- Prix Télépoche/Téléstar - meilleure série de ces 5 dernières années : Les Bracelets rouges